# Camille Dieu
Pour les articles homonymes, voir Dieu (homonymie).
Camille Dieu, née le 2 janvier 1946 à La Bouverie (Frameries) est une femme politique belge wallonne, membre du PS.
Elle est traductrice et enseignante.
En mai 2010, elle annonce son retrait de la politique.

## Fonctions politiques
- Echevine de Quévy.
- Députée fédérale du 18 mai 2003 au 10 juin 2007, du 5 juillet 2007 au 19 juillet 2007, et du 9 octobre 2007 au 6 mai 2010.
- Secrétaire de la Chambre.